# Die (Band)
Die war eine dänische Death-Metal-Band aus Aarhus, die im Jahr 2005 gegründet wurde und sich 2013 auflöste.

## Geschichte
Die Band wurde im Frühling 2005 von dem Schlagzeuger Bent Bisballe Nyeng und dem Gitarristen Tajs Kolman gegründet. Kurze Zeit später kam Sänger Simon Pedersen von Fairytale Abuse zur Besetzung. Daraufhin nahm die Gruppe im April desselben Jahres ihr erstes Demolied Life Eraser auf. Nachdem der Gitarrist Rasmus Henriksen und der Bassist Jonas Møller zur Band gekommen waren, nahm die Gruppe das nächste Demo Relentless Pain auf, das neben einer neu aufgenommenen Version von Life Eraser noch zwei weitere Lieder enthielt. Das Demo erschien im Herbst 2005. Im Folgejahr schrieb die Band weiter an neuen Liedern und spielte ihren ersten Live-Auftritt auf dem Musikcaféen in Aarhus. Danach folgten weitere Auftritte auf dem Aalborg Metal Festival und im Fabriken in Aarhus. Im Januar 2007 veröffentlichte die Band die Single Mors et Sanguis. Im August desselben Jahres begab sich die Gruppe dann ins Studio, um mit den Aufnahmen zu ihrem Debütalbum Rise of the Rotten zu beginnen. Anfang 2008 entschied sich Sänger Pedersen die Band zu verlassen, um sich mehr Fairytale Abuse und seiner Familie widmen zu können. Er wurde im Mai 2008 durch Søren Christensen ersetzt. Christensen nahm die Gesangsspuren für das Album im Dezember 2008 auf. Die Aufnahmen wurden daraufhin an Tue Madsen in die Antfarm Studios übergeben, in denen die Aufnahmen im Februar 2009 abgemischt und gemastert wurden. Nachdem das Album im August 2009 veröffentlichungsreif war, machte sich die Gruppe auf die Suche nach einem neuen Label, das sie Anfang 2010 in Unique Leader Records fand. Das Album erschien hier im März 2010. Im März 2013 hielt die Band ihren letzten Auftritt ab.

## Stil
Laut Phil Freeman von Allmusic spiele die Band auf Relentless Pain klassischen Death Metal, wobei der gutturale Gesang an den von Piotr Wiwczarek von Vader erinnere. Die Riffs der Gitarristen seien herunter gestimmt. Sie hätten eine brutalen Klang und seien nicht allzu komplex. Das Spiel des Schlagzeugs weise einige komplexe Stücke auf.

## Diskografie
- 2005: Life Eraser (Demo, Eigenveröffentlichung)
- 2005: Relentless Pain (Demo, Eigenveröffentlichung)
- 2007: Mors et Sanguis (Single, Eigenveröffentlichung)
- 2010: Rise of the Rotten (Album, Unique Leader Records)